# 차성호
차성호(車星鎬, ?~)는 대한민국의 무용수이다. 션윈 예술단 소속이며, 2006년 미국 국제 발레 콩쿠르에서 대한민국을 대표해 참가했다.